# Coupe du monde de gymnastique artistique 2013
Navigation
Coupe du monde 2012 Coupe du monde 2014
La coupe du monde de gymnastique artistique 2013 se déroule du 2 mars 2013 au 7 décembre 2013. À la suite de l'annulation de la manche de Tokyo, celle-ci est composée de 4 manches pour le concours général et 6 manches pour les compétitions par appareils.

## Classement concours général
Les résultats des compétitions du concours général au calendrier de la Coupe du monde 2013 rentrent en compte pour le classement de la Coupe du monde de gymnastique artistique 2014.

## Calendrier

### Messieurs
| Date                                   | Lieu                          | Épreuve           | Vainqueur                                      | Second                     | Troisième                            |
| -------------------------------------- | ----------------------------- | ----------------- | ---------------------------------------------- | -------------------------- | ------------------------------------ |
| 2 mars 2013                            | Worcester                     | Concours général  | Jacob Dalton                                   | Oleh Vernyayev             | Marcel Nguyen                        |
| 16 mars 2013 au 17 mars 2013           | La Roche-sur-Yon              | Sol               | Flavius Koczi                                  | Denis Ablyazin             | Jacob Dalton                         |
| 16 mars 2013 au 17 mars 2013           | La Roche-sur-Yon              | Cheval d'arçons   | Krisztián Berki                                | Max Whitlock               | Robert Seligman                      |
| 16 mars 2013 au 17 mars 2013           | La Roche-sur-Yon              | Anneaux           | Elefthérios Petroúnias Denis Ablyazin          |                            | Federico Molinari                    |
| 16 mars 2013 au 17 mars 2013           | La Roche-sur-Yon              | Saut de cheval    | Yang Hak-seon                                  | Nguyen Ha Thanh            | Marek Lyszczarz                      |
| 16 mars 2013 au 17 mars 2013           | La Roche-sur-Yon              | Barres parallèles | Ryohei Kato                                    | Oleh Vernyayev             | Vasileios Tsolakidis                 |
| 16 mars 2013 au 17 mars 2013           | La Roche-sur-Yon              | Barre fixe        | Danell Leyva                                   | Jacob Dalton               | Marijo Moznik                        |
| 21 mars 2013 au 24 mars 2013           | Cottbus (Tournoi des Maîtres) | Sol               | Matthias Fahrig                                | Eleftherios Kosmidis       | Alexander Shatilov                   |
| 21 mars 2013 au 24 mars 2013           | Cottbus (Tournoi des Maîtres) | Cheval d'arçons   | Donna Donny Truyens                            | Saso Bertoncelj            | Zhang Yang                           |
| 21 mars 2013 au 24 mars 2013           | Cottbus (Tournoi des Maîtres) | Anneaux           | Elefthérios Petroúnias                         | Liu Yang                   | Lambertus van Gelder                 |
| 21 mars 2013 au 24 mars 2013           | Cottbus (Tournoi des Maîtres) | Saut de cheval    | Jake Dalton                                    | Mikhail Kudashov           | Caio Campos Souza                    |
| 21 mars 2013 au 24 mars 2013           | Cottbus (Tournoi des Maîtres) | Barres parallèles | Ha Thanh Nguyen                                | Vassílios Tsolakídis       | Lucas Fischer                        |
| 21 mars 2013 au 24 mars 2013           | Cottbus (Tournoi des Maîtres) | Barre fixe        | Andreas Bretschneider                          | Koji Uematsu               | Alexander Shatilov                   |
| 27 mars 2013 au 29 mars 2013           | Doha                          | Sol               | Flavius Koczi                                  | Arthur Oyakawa Mariano     | Rok Klavora                          |
| 27 mars 2013 au 29 mars 2013           | Doha                          | Cheval d'arçons   | Krisztian Berki                                | Jumpei Oka                 | Vid Hidvegi                          |
| 27 mars 2013 au 29 mars 2013           | Doha                          | Anneaux           | Arthur Zanetti                                 | Liao Qiuhua                | Artur Tovmasyan                      |
| 27 mars 2013 au 29 mars 2013           | Doha                          | Saut de cheval    | Ri Se-gwang                                    | Le Thanh Tung              | Artur Davtyan                        |
| 27 mars 2013 au 29 mars 2013           | Doha                          | Barres parallèles | Andrei Muntean                                 | Kim Jin Hyok               | Liao Qiuhua                          |
| 27 mars 2013 au 29 mars 2013           | Doha                          | Barre fixe        | Marijo Moznik                                  | Oliver Hegi Jeffrey Wammes |                                      |
| 6 avril 2013 au 7 avril 2013           | Tokyo                         | Concours général  | Oleh Vernyayev                                 | Ryohei Kato                | Daniel Purvis                        |
| 26 avril 2013 au 28 avril 2013         | Ljubljana                     | Sol               | Eleftherios Kosmidis                           | Alexander Naddour          | Scott Morgan                         |
| 26 avril 2013 au 28 avril 2013         | Ljubljana                     | Cheval d'arçons   | Saso Bertoncelj                                | Zoltan Kallai              | Alexander Naddour                    |
| 26 avril 2013 au 28 avril 2013         | Ljubljana                     | Anneaux           | Elefthérios Petroúnias                         | Markku Vahtila             | Alexander Naddour                    |
| 26 avril 2013 au 28 avril 2013         | Ljubljana                     | Saut de cheval    | Paul Ruggeri III                               | Marek Lyszczarz            | Tomi Tuuha                           |
| 26 avril 2013 au 28 avril 2013         | Ljubljana                     | Barres parallèles | Pham Phuoc Hung                                | Samuel Piasecky            | Alen Dimic                           |
| 26 avril 2013 au 28 avril 2013         | Ljubljana                     | Barre fixe        | Paul Ruggeri III Jossimar Orlando Calvo Moreno |                            | Marijo Moznik                        |
| 21 juin 2013 au 23 juin 2013           | Anadia                        | Sol               | Diego Hypolito                                 | Matthias Fahrig            | Samuel Mikulak                       |
| 21 juin 2013 au 23 juin 2013           | Anadia                        | Cheval d'arçons   | Jhony Perez                                    | Max Whitlock               | Gustavo Simoes                       |
| 21 juin 2013 au 23 juin 2013           | Anadia                        | Anneaux           | Arthur Zanetti                                 | Yan Mingyong               | Federico Molinari                    |
| 21 juin 2013 au 23 juin 2013           | Anadia                        | Saut de cheval    | Enrique Sepulveda                              | Ihor Radivilov             | Diego Hypolito                       |
| 21 juin 2013 au 23 juin 2013           | Anadia                        | Barres parallèles | Anton Fokin                                    | Jossimar Moreno            | Samuel Piasecky                      |
| 21 juin 2013 au 23 juin 2013           | Anadia                        | Barre fixe        | Samuel Mikulak                                 | Angel Rivera               | Igor Pakhomenko                      |
| 13 septembre 2013 au 15 septembre 2013 | Osijek                        | Sol               | Kenzo Kaneko                                   | Jeffrey Wammes             | Tomislav Markovic Andrej Korosteljev |
| 13 septembre 2013 au 15 septembre 2013 | Osijek                        | Cheval d'arçons   | Alberto Busnari                                | Donna Donny Truyens        | Filip Ude                            |
| 13 septembre 2013 au 15 septembre 2013 | Osijek                        | Anneaux           | Elefthérios Petroúnias                         | Samir Aït Saïd             | Danny Pinheiro Rodrigues             |
| 13 septembre 2013 au 15 septembre 2013 | Osijek                        | Saut de cheval    | Ha Thanh Nguyen                                | Pavel Bulauski             | Tomi Tuuha                           |
| 13 septembre 2013 au 15 septembre 2013 | Osijek                        | Barres parallèles | Jossimar Calvo Moreno                          | Axel Augis                 | Ferhat Arican                        |
| 13 septembre 2013 au 15 septembre 2013 | Osijek                        | Barre fixe        | Bence Talas                                    | Fabian Leimlehner          | Nicolas Cordoba                      |
| 30 novembre 2012 au 1er décembre 2013  | Stuttgart                     | Concours général  | Oleh Vernyayev                                 | Fabian Hambuchen           | Daniel Purvis                        |
| 7 décembre 2013                        | Glasgow                       | Concours général  | Oleh Vernyayev                                 | Daniel Purvis              | Andrey Likhovitsliy                  |

### Dames
| Date                                   | Lieu                          | Épreuve             | Vainqueur                  | Second                 | Troisième              |
| -------------------------------------- | ----------------------------- | ------------------- | -------------------------- | ---------------------- | ---------------------- |
| 2 mars 2013                            | Worcester                     | Concours général    | Katelyn Ohashi             | Simone Biles           | Victoria Moors         |
| 16 mars 2013 au 17 mars 2013           | La Roche-sur-Yon              | Sol                 | Ksenia Afanasieva          | Diana Laura Bulimar    | Carlotta Ferlito       |
| 16 mars 2013 au 17 mars 2013           | La Roche-sur-Yon              | Saut de cheval      | Giulia Steingruber         | Maegan Chant           | Oksana Chusovitina     |
| 16 mars 2013 au 17 mars 2013           | La Roche-sur-Yon              | Barres asymétriques | Giulia Steingruber         | Kaitlyn Hofland        | Jana Sikulova          |
| 16 mars 2013 au 17 mars 2013           | La Roche-sur-Yon              | Poutre              | Carlotta Ferlito           | Vanessa Ferrari        | Vasilikí Milloúsi      |
| 21 mars 2013 au 24 mars 2013           | Cottbus (Tournoi des Maîtres) | Sol                 | Maegan Chant               | Anna Dementyeva        | Noel van Klaveren      |
| 21 mars 2013 au 24 mars 2013           | Cottbus (Tournoi des Maîtres) | Saut de cheval      | Oksana Chusovitina         | Noel van Klaveren      | Maegan Chant           |
| 21 mars 2013 au 24 mars 2013           | Cottbus (Tournoi des Maîtres) | Barres asymétriques | Anastasia Grishina         | Jessica Lopez          | Maria Paula Vargas     |
| 21 mars 2013 au 24 mars 2013           | Cottbus (Tournoi des Maîtres) | Poutre              | Anastasia Grishina         | Vasilikí Milloúsi      | Anna Dementyeva        |
| 27 mars 2013 au 29 mars 2013           | Doha                          | Sol                 | Diana Laura Bulimar        | Larisa Iordache        | Zeng Siqi              |
| 27 mars 2013 au 29 mars 2013           | Doha                          | Saut de cheval      | Phan Thi Ha Thanh          | Larisa Iordache        | Giulia Steingruber     |
| 27 mars 2013 au 29 mars 2013           | Doha                          | Barres asymétriques | Tan Jiaxin                 | Ruby Harrold           | Gabrielle Jupp         |
| 27 mars 2013 au 29 mars 2013           | Doha                          | Poutre              | Larisa Iordache            | Zeng Siqi              | Gabrielle Jupp         |
| 6 avril 2013 au 7 avril 2013           | Tokyo                         | Concours général    | Asuka Teramoto             | Peyton Ernst           | Elsabeth Black         |
| 26 avril 2013 au 28 avril 2013         | Ljubljana                     | Sol                 | Noemi Makra Elsabeth Black |                        | Ana Filipa Martins     |
| 26 avril 2013 au 28 avril 2013         | Ljubljana                     | Saut de cheval      | Elsabeth Black             | Kirsten Beckett        | Thi Ha Thanh Phan      |
| 26 avril 2013 au 28 avril 2013         | Ljubljana                     | Barres asymétriques | Kristyna Palesova          | Noemi Makra            | Jana Sikulova          |
| 26 avril 2013 au 28 avril 2013         | Ljubljana                     | Poutre              | Elsabeth Black             | Noemi Makra            | Lisa Ecker             |
| 21 juin 2013 au 23 juin 2013           | Anadia                        | Sol                 | Diana Bulimar              | Larisa Iordache        | Shang Chunsong         |
| 21 juin 2013 au 23 juin 2013           | Anadia                        | Saut de cheval      | Jade Barbosa               | Oksar Chusovitina      | Adrian Gomes           |
| 21 juin 2013 au 23 juin 2013           | Anadia                        | Barres asymétriques | Anastasia Grishina         | Lisa Hill              | Shang Chunsong         |
| 21 juin 2013 au 23 juin 2013           | Anadia                        | Poutre              | Larisa Iordache            | Shang Chunsong         | Diana Bulimar          |
| 13 septembre 2013 au 15 septembre 2013 | Osijek                        | Sol                 | Jessica Brizeida Lopez     | Krystyna Sankova       | Angelina Kysla         |
| 13 septembre 2013 au 15 septembre 2013 | Osijek                        | Saut de cheval      | Noel Van Klaveren          | Chantysha Netteb       | Thi Ha Thanh Phan      |
| 13 septembre 2013 au 15 septembre 2013 | Osijek                        | Barres asymétriques | Ekaterina Kramarenko       | kristyna Palesova      | Jessica Brizeida Lopez |
| 13 septembre 2013 au 15 septembre 2013 | Osijek                        | Poutre              | Sanne Wevers               | Jessica Brizeida Lopez | Krystyna Sankova       |
| 30 novembre 2012 au 1er décembre 2013  | Stuttgart                     | Concours général    | Elizabeth Price            | Larisa Iordache        | Vanessa Ferrari        |
| 7 décembre 2013                        | Glasgow                       | Concours général    | Larisa Iordache            | Elizabeth Price        | Vanessa Ferrari        |